# Pierpont Davis
Pierpont Davis   (Baltimore i Maryland, 27 de desembre de 1884 - Los Angeles, 15 de juliol de 1953) va ser un regatista estatunidenc que va competir durant la dècada de 1930. Era cunyat del també regatista Owen Churchill.
El 1932 va prendre part en els Jocs Olímpics de Los Angeles, on va guanyar la medalla d'or en la categoria de 8 metres del programa de vela a bord de l'Angelita.